# دستور (آستارا)
دستور (به لاتین: Dəstor) یک منطقه مسکونی در جمهوری آذربایجان است که در شهرستان آستارا و در دهیاری آسخانه‌کران واقع شده است.

## ریشه واژه
داستور در زبان تالشی و به معنی آسیاب سنگی دستی است. برخی آن را تغییریافته واژه دستار می‌دانند که اشاره به حضور موبدان و روحانیون زرتشتی در این ناحیه دارد.